# 滿山春色
《滿山春色》是一首一度流行於臺灣社會的臺語歌曲；該曲由陳達儒作詞、陳秋霖（一說姚讚福）作曲，並由許石發表於1939年。

## 歌詞節錄
| 原版正字歌詞 |

## 其他
- 該曲曾被長榮航空選入其客艙登機及降落音樂選集中。[4]

## 外部鏈結
- 蘇森墉音樂館 作品精選 （页面存档备份，存于）
- CC0013滿山春色 Springtime Hills（管樂版本）
- Springtime Hills （页面存档备份，存于）（東京愛樂樂團演奏版本）